# برایان هابرلین
برایان هابرلین (انگلیسی: Bryane Heaberlin؛ زادهٔ ۲ نوامبر ۱۹۹۳) بازیکن فوتبال اهل ایالات متحده آمریکا است.
از باشگاه‌هایی که در آن بازی کرده‌است می‌توان به باشگاه فوتبال ۱.اف‌اف‌سی توربین پوتسدام اشاره کرد.
وی همچنین در تیم ملی فوتبال United States U-20 بازی کرده‌است.